# Korenizace
Korenizace (rusky коренизация / korěnizacija)  je politická a kulturní kampaň sovětské vlády, která probíhala ve dvacátých letech 20. století v Sovětském svazu.

## Definice pojmu
Pojem pochází vychází z ruského výrazu „korěň“ (česky kořen) a znamená „návrat ke kořenům“. Jedná se o formu indigenizace, která je spjatá pouze se Sovětským svazem dvacátých let 20. století. Jde o formu národního a kulturního návratu k hodnotám jednotlivých neruských národů. Proto se místo termínu korenizace používají termíny, které jsou přiléhavější jednotlivým národům; např. „ukrajinizace“.

## Důvody kampaně
Rusové tvořili početně pouze polovinu (54 %) obyvatelstva Sovětského svazu, zbytek byli občané jiné národnosti. Ústřední orgány Sovětského svazu věděly o malé loajalitě neruského obyvatelstva způsobené mimo jiné i malým zastoupením komunistů. Proto měli zaměstnanci státní správy povinnost, pod hrozbou propuštění, rok se učit ukrajinsky. Snaha přeměnit ruské funkcionářů na Ukrajince, Bělorusy a další národnosti však narážela na neochotu Rusů. Když nebylo možné udělat z funkcionářů Ukrajince, bylo zapotřebí udělat z Ukrajinců funkcionáře. Taková taktika byla možná: uznat jejich jazyk, kulturu a zapojit je do státní správy. 

## Průběh kampaně
Kampaň se projevila školením a povýšením představitelů místních národností do vedoucích funkcí, vytvářením národně-územních autonomií, zaváděním jazyků národnostních menšin do kancelářské práce, vzdělávání a prosazováním mediálních publikací v místních jazycích. Tento přístup nevyhovoval Rusům žijícím na Ukrajině. Poukazovali na extrémy v provádění ukrajinizace: porušování práv občanů ruské národnosti, násilné omezení používání ruštiny, zejména ve výuce.  Ukrajinizaci považovali za ústupek ukrajinským nacionalistům, tzv. Petljurivščyně (příslušníci či sympatizanti platformy Ukrajinské lidové republiky). Stalinův strach znamenal zásadní obrat k rusifikaci. Národnostní kampaň byla zastíněna industrializací, kolektivizací a hladomorem.

## Ideologie
Komunistický režim měl schopnost jakékoli situace vědecky analyzovat a vysvětlit. K národnostní problematice existuje velké množství materiálu, které jsou uplatňovány ad hoc.

#### Deklarace práv národů Ruska
Jedním z prvních dokumentů, které podepsal předseda Rady lidových komisařů Lenin a lidový komisař pro národnosti Stalin po Říjnové revoluci byla Deklarace práv národů Ruska se čtyřmi základními principy národní politiky:
1. rovnost a suverenita národů Ruska;
2. právo národů Ruska na svobodné sebeurčení až do odtržení a vytvoření nezávislého státu;
3. zrušení všech a všech národních a národně-náboženských výsad a omezení;
4. svobodný rozvoj národnostních menšin a etnografických skupin obývajících území Ruska.

Postoj Lenina se zdál být konzistentní – již dříve tvrdil:

1) bojovat proti veškerému nacionalismu a především proti velkoruskému nacionalismu; uznání nejen úplné rovnosti všech národů vůbec, ale i rovnosti ve vztahu k budování státu, tj. práva národů na sebeurčení, na odtržení – Finové vyhlásili nezávislost a sovětské Rusko tuto nezávislost 31. prosince 1917 uznalo.
V otázce nezávislosti Ukrajiny začala platit druhá část Leninova souvětí:

2) ...jejich nejbližší sloučení v mezinárodní společenství, v rozporu s buržoazními aspiracemi na národní izolace.

#### Stalin, X. sjezd Ruské komunistické strany (bolševiků), ranní zasedání 10. března 1921:
1) Tady mám poznámku, že my, komunisté, prý běloruskou národnost vysazujeme uměle. Není to pravda, protože existuje běloruská národnost, která má svůj vlastní jazyk, odlišný od ruštiny, a proto je možné vychovávat kulturu běloruských lidí pouze v jejich rodném jazyce. Stejné řeči zazněly před pěti lety o Ukrajině, o ukrajinské národnosti. A nedávno se také říkalo, že ukrajinská republika a ukrajinská národnost jsou výmyslem Němců...
2) Je jasné, že pokud ve městech Ukrajiny stále převládají ruské živly, tak časem tato města nevyhnutelně budou ukrajinizována. Asi před 40 lety byla Riga německým městem, ale protože města rostou na úkor vesnic a vesnice je strážcem národnosti, je nyní Riga čistě lotyšské město. Asi před 50 lety měla všechna města v Maďarsku německý charakter, nyní jsou maďarizovaná. Totéž se stane s Běloruskem, jehož městům stále dominují Nebělorusové.

#### Stalin, XII. sjezd Ruské komunistické strany (bolševiků) v roce 1923:
1) Velkoruský šovinistický duch, který se projevuje v arogantně pohrdavém a bezcitném byrokratickém postoji ruských sovětských úředníků k potřebám a požadavkům národních republik. Prvním bezprostředním úkolem naší strany je proto energicky bojovat proti přežívajícímu velkoruského šovinismu.
2) Hlavní nebezpečí, velkoruský šovinismus, by měli sami Rusové udržovat na uzdě, kvůli většímu cíli budování socialismu. V rámci (menšinových) národnostních oblastí by měly být organizovány nové instituce, které by všude poskytovaly státu národnostní (menšinový) charakter, založený na používání národnostních jazyků ve vládě a ve vzdělávání a na náboru a podpoře vůdců z řad menšinových skupin.